# Chlöe Howl
Chlöe Howl (Inglaterra, 4 de março de 1995) é uma cantautora britânica. Ela lançou o álbum de estúdio de estréia dela, Chlöe Howl, em 2014 através da Sony Music e Columbia Records. Ela foi nomeada pela BBC Sound of 2014.

## Primeiros anos
Chlöe Howl (nome real Chlöe Howells) nasceu em 4 de março de 1995 na Inglaterra. O uso incomum do trema acima do "o" no nome dela é dito ser um erro que pais dela fizeram em sua certidão de nascimento. O pai dela é da Inglaterra e a mãe dela tem origens galesas. Ela cresceu na aldeia de Holyport, perto de Maidenhead, Berkshire. Ela estudou no Holyport Primary, e depois no Altwood Secondary School.

## Discografia

### Albuns de estúdio
| Título     | Detalhes do álbum                                                                         |
| ---------- | ----------------------------------------------------------------------------------------- |
| Chlöe Howl | - Lançamento: September - Gravadora: Sony Music, Columbia - Formato: Digital download, CD |

### EPs
| Título      | Detalhes do álbum                              |
| ----------- | ---------------------------------------------- |
| Rumour      | - Lançamento: 2013 - Formato: Digital download |
| No Strings  | - Lançamento: 2013 - Formato: Digital download |
| Paper Heart | - Lançamento: 2013 - Formato: Digital download |

### Singles
| 2013                                                         | "No Strings"   | 176 | 182 | — | Chlöe Howl |
| 2013                                                         | "Paper Heart"  | 143 | —   | — | Chlöe Howl |
| 2014                                                         | "Rumour"       | 84  | —   | 4 | Chlöe Howl |
| 2014                                                         | "Disappointed" | —   | —   | — | Chlöe Howl |
| "—" denotes a single that did not chart or was not released. |                |     |     |   |            |

### Videoclipes
- 2013: "No Strings"[11]
- 2013: "Paper Heart"[12]
- 2013: "I Wish I Could Tell You"[13]
- 2013: "Rumour"[14]
- 2014: "Disappointed"[15]

## Prêmios e nomeações
| Ano  | Prêmio          | Categoria       | Beneficiário | Resultado | Ref    |
| ---- | --------------- | --------------- | ------------ | --------- | ------ |
| 2014 | BBC Sound of... | Sound of 2014   | Herself      | Indicado  | [ 16 ] |
| 2014 | BRIT Awards     | Critic's Choice | Herself      | Indicado  | [ 17 ] |